# 施韦尔施泰特 (瑟默达县)
施韦尔施泰特（德語：Schwerstedt，發音：[ˈʃveːɐ̯ʃtɛt]）是德国图林根州瑟默达县的市镇，面积12.64平方千米，2023年12月31日人口为559人。